# Liste des membres de l'Académie d'Athènes

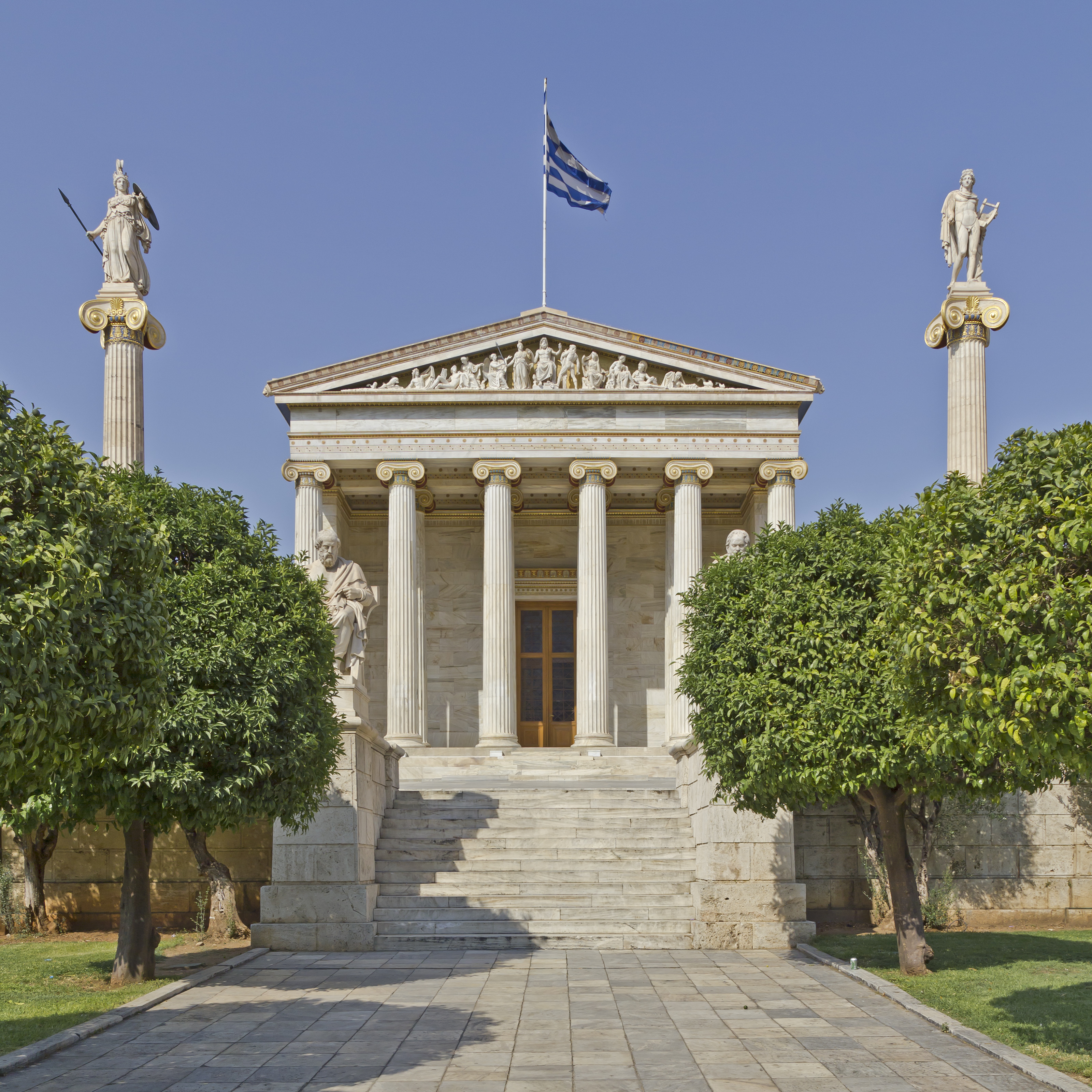
L'Académie d'Athènes.

Liste des membres de l'Académie d'Athènes, l'académie nationale des Sciences, Humanités et Beaux-Arts de Grèce.

## Liste
1926 (membres fondateurs nommés dans la charte de l'Académie)
- Dimitrios Aiginitis (el)
- Fokion Negris (el)
- Rigas Nikolaïdis (el)
- Gérassimos Fokas (el)
- Konstantinos Zengelis (el)
- Georgios Remoundos (en)
- Angelos Guinis (el)
- Konstantinos Ktenas (el)
- Konstantinos Maltezos (el)
- Ioannis Politis (el)
- Konstantinos Savvas (el)
- Georgios Sklavounos (el)
- Emmanouil Emmanouil (el)
- Alexandros Vournazos (el)
- Konstantinos Véis (el)
- Georges Hatzidakis (en)
- Simos Menardos (el)
- Panayiótis Kavvadías
- Chrístos Tsoúntas
- Kostís Palamás
- Geórgios Iakovídis
- Georgios Sotiriadis (el)
- Constantin Amantos (en)
- Georges Drossinis (en)
- Vassilios Kouremenos (el)
- Aristomenis Provelengios (el)
- Antonios Keramopoulos (en)
- Ioannis Kalitsounakis (el)
- Geórgios Ikonómos
- Georgios Sotiriou
- Anastássios Orlándos
- Chrysostome, archevêque d'Athènes
- Constantin Raktivan (en)
- Andréas Andréadis (el)
- Nikólaos Polítis
- Dimitrios Pappoulias (el)
- Théofilos Voréas (el)
- Michaïl Livadas (el)
- Constantin Carathéodory (premier à être élu)

1927
- Geórgios Stréit
- Dimitrios Kambouroglous (el)

1928
- Pavlos Nirvanas (el)
- Konstantinos Dyovouniotis (el)
- Alexandros Mazarakis-Ainian (en)

1929
- Michaïl Katsaras (el)
- Nikolaos Exarchopoulos (el)
- Konstantínos Kourouniótis
- Timoléon Iliopoulos (el)
- Georgios Ioakimoglou (el)
- Sokratis Kougéas (el)
- Konstantinos Rallis (el)

1931
- Grigórios Xenópoulos
- Georgios Balis (el)
- Spyridon Dontas (el)
- Dimitrios Balanos (el)

1932
- Aristotélis Kouzis (el)

1933
- Marinos Géroulanos (el)
- Dimitrios Lambadarios (el)
- Stylianos Séfériadis (el)
- Constantin Triantafyllopoulos (el)

1934
- Georgios Kyriakos (el)

1935
- Spyros Melas (el)

1936
- Kyriakos Varvaressos (el)
- Constantin Dimitriadis

1938
- Zacharías Papantoníou
- Michaïl Stéfanidis (el)

1939
- Stylianos Lykoudis (en)
- Chrysanthe, archevêque d'Athènes

1940
- Pétros Kontos (el)

1941
- Georgios Maridakis (el)

1943
- Nikolaos Véis (el)

1945
- Georgios Fokas Kosmetatos (el)
- Aléxandros Diomídis
- Grigorios Papamichaïl (en)
- Epaminondas Thomopoulos (en)
- Sotíris Skípis
- Konstantínos Rhomaíos
- Manólis Kalomíris

1946
- Panagiotis Zervos (el)

1947
- Ioannis Trikkalinos (el)
- Panagiótis Poulítsas

1948
- Chariton Charitonidis (en)

1949
- Konstantinos Isaakidis (el)
- Pavlos Mathiopoulos (el)

1950
- Dionysios Kokkinos (en)

1951
- Faidon Koukoules (el)

1952
- Vassilios Aiginitis (el)
- Xenophón Zolótas

1954
- Georgios Fotinos (el)

1955
- Geórgios Athanasiádis-Nóvas
- Errikos Skassis (el)
- Ioannis Xanthakis (el)
- Maximos Mitsopoulos (el)
- Panagiotis Bratsiotis (el)
- Jean Spiropoulos (en)
- Spyrídon Marinátos
- Christos Karouzos (el)

1956
- Leonidas Zervas (el)

1957
- Ilías Venézis

1958
- Constantin Choremis (el)
- Strátis Myrivílis

1959
- Panagiótis Kanellópoulos
- Ioannis Stamatakos (el)
- Pétros Pétridis (el)
- Umvertos Argyros

1960
- Nikolaos Louvaris (el)
- Dimitrios Fokas (el)
- Vassilios Krimbas (el)
- Konstantinos Papaioannou (en)
- Ioannis Theodorakopoulos (en)

1961
- Konstantínos Tsátsos

1962
- Amilcar Alivizatos (el)

1963
- César Alexopoulos

1965
- Antonios Sochos (el)

1966
- Ilias Mariolopoulos (el)
- Andréas Xyngopoulos (el)
- Nikolaos Louros (el)
- Filon Vassiliou (el)
- Othon Pylarinos (el)
- Dimitris Pikionis (en)
- Dionýsios Zakythinós

1967
- Ioannis Charamis (el)

1968
- Panagiotis Papatsonis (el)
- Michaḯl Tómbros
- Mikhaíl Stasinópoulos
- Grigorios Kasimatis (el)

1969
- Pétros Charis (el)

1970
- George Mylonas
- Georgios Pantazis (el)
- Ménélaos Pallantios (el)
- Georgios Megas (el)
- Vassilios Malamos (el)
- Panagiotis Zepos (el)

1973
- Periclès Théocharis (el)
- Nikolaos Roussopoulos (el)

1974
- Níkos Chatzikyriákos-Ghíkas
- Georgios Tsatsas (el)
- Angelos Terzakis (en)
- Konstantinos Trypanis (en)
- Ioannis Karmiris (el)
- Georgios Michaïlidis Nouaros (el)

1976
- Angelos Angelopoulos (el)
- Vassos Faliréas (el)

1977
- Loukas Moussoulos (el)
- Athanasios Petsalis Diomidis (el)
- Solon Kydoniatis (el)
- Pandelís Prevelákis
- Georgios Merikas (el)

1978
- Constantin Bonis (el)
- Konstantinos Efstathiadis (el)

1979
- Ioannis Toumbas (en)
- Pétros Vassiliadis (el)

1980
- Línos Polítis
- Manolis Hatzidakis (el)
- Konstantinos Romaios (el)
- Ioannis Pappas (el)
- Ioannis Sontis (el)
- Evangelos Papanoutsos (el)

1981
- Themistoklis Diannelidis (el)
- Spyridon Skarpalezos (el)

1982
- Manoussos Manoussakas (el)
- Ioannis Papadakis (el)
- Michaïl Sakellariou (el)

1983
- Georges Vlachos (el)
- Angelos Galanopoulos (el)
- Agapitos Tsopanakis (el)

1984
- Pavlos Sakellaridis
- Constantin Despotopoulos (en)
- Evanghelos Moutsopoulos
- Apostolos Sachinis (el)
- Nicolaos Matsaniotis (el)
- Georges Karagounis (el)

1985
- Angelos Vlachos (el)

1986
- Georgios Tenekidis (el)
- Nicolaos K. Artemiadis (el)
- Tasos Athanasiadis (en)

1987
- Nikiforos Vrettakos (en)
- Georgios Mitsopoulos (el)

1989
- Ioannis Georgakis (el)
- Gregory Skalkéas (el)
- Nicolas Valticos (d)

1990
- Nicolaos Conomis (el)
- Konstantinos Tountas (el)

1991
- Chrysanthos Christou
- Spýros Iakovídis

1992
- Giánkos Pesmazóglou

1993
- Aristóvoulos Mánessis
- Panagiótis Tétsis
- Panos Ligomenidis
- monseigneur Jean (Zizioulas) (el), métropolite de Pergame (el)
- Markos Siotis

1994
- Haralambos Antoniadis
- Constantinos Stefanis (el)
- Alexandre Cambitoglou (de)
- Konstantinos Grollios

1995
- Athanasios Panagos

1996
- Athanasios Kambylis (de)
- Pavlos Mylonas (el)

1997
- George Contopoulos (d)
- Dimitrios Nanopoulos (en)
- Galatia Sarandi (el) (première femme)
- Dimitrios Trichopoulos (en)
- Emmanuel Roucounas (el)

1998
- Constantinos Drakatos (el)
- Angeliki Laiou

1999
- Iákovos Kambanéllis
- Anthony Kounadis (en)

2000
- Panayotis Vocotopoulos
- Vassilios Pétrakos (el)
- Apostolos S. Georgiades (el)
- Georgios Parissakis
- Themistoklis Hadjiioannou (el)

2001
- Loucas Christophorou (d)

2002
- Epaminondas Spiliotopoulos (el)
- Kikí Dimoulá
- Dimitrios Skarvelis (el)
- Constantinos Krimbas (el)

2003
- Nicolas Ambraseys (en)
- Georgios Lavvas (el)

2004
- Constantinos Svolopoulos (el)

2005
- Stamatios Krimigis
- Athanassios Fokas (el)
- Spyros A. Evangelatos (el)
- Ménélas Tourtoglou (el)

2006
- Loukás Papadímos

2007
- Christos S. Zerefos (el)
- Nikolaos Valsamakis (el)

2008
- Thanásis Valtinós
- Dimitris Mytaras

2010
- Ánna Benáki-Psaroúda
- Constantinos Vayenas

2011
- Stéphanos Imellos, philologue[1]
- Haralambos Roussos, professeur de médecine[2]
- Michel Stathopoulos (el), professeur de droit, ancien ministre de la Justice[3]
- Yiannis Parmakélis (en), sculpteur[4]
- Antonios Rengakos (de), philologue et helléniste[5]
- Michalis Tivérios (el), archéologue[6]
- Chryssa Maltézou (el), historienne[7],[8]

2013
- Georgios Kollias (en), biologiste[9]
- Théodoros Papangelis, philologue[10]
- Nikolaos Androulakis (el), professeur de droit[11]

2014
- Nikifóros Diamandoúros, politologue, ancien Médiateur de l'Union européenne[12]
- Theodore Antoniou, compositeur[13]

2015
- Miltiadis Hatzopoulos (d), historien[14]
- Christopher Pissarides, professeur d'économie, Prix Nobel d'économie[15]

2016
- Konstantinos Synolakis (d)
- Vassílis Rápanos
- Angelos Delivorrias (en)
- Emmanuel Gdoutos (en)

2017
- Dimitris Thanos (el)
- Haralambos Moutsopoulos (el)
- Manolis Korres (en)

2018
- Alexander Nehamas (en)

2020
- Pascal Kitromilidès (en)[16]

2021
- Andreas Tzakis (d), chirurgien
- Alecos Levidis (d), peintre
- Antonia Trichopoulou (en), biologiste[17]

## Source
- (en) « Membres ordinaires de l'Académie d'Athènes par ordre de sélection » (consulté le 16 octobre 2019)